# Omurtag av Bulgarien
Omurtag av Bulgarien efterträdde sin fader Krum som khan av Bulgarien 814 och regerade till 831.
Omurtag förde krig mot frankerna, khazarerna och Bysantinska riket och utvidgade Bulgariens gränser åt nordväst, så att det innefattade städerna Belgrad och Branitjevo. Åt öster utvidgades riket ända till floden Dnepr. Hans skepp seglade upp till de mellersta delarna av Donau.
Endast hans krigföring mot Bysans misslyckades. Ett trettioårigt fredsavtal mellan Bulgarien och Bysans undertecknades och bådas härskare svor en ed enligt den andres ritual. Båda sidor respekterade både protobulgarernas hedniska ceremonier och bysantinsk kristen rit. Den bulgariska armén hjälpte också till att hejda ett bondeuppror mot Konstantinopel. Omurtag fullbordade processen att ena och stärka Bulgarien. Genom att gifta sig med en slavisk kvinna och ge två av sina söner slaviska namn visade han sin önskan att fredligt ena protobulgarer och slaver till ett folk. 
Emellertid blev de som predikade kristendomen förföljda av khanen. Hans äldste son Enravotha drabbades av denna förföljelse och tilläts inte ärva tronen eftersom han antagit kristen tro. Bulgariens huvudstad Pliska, som hade bränts av bysantinska trupper, återuppbyggdes av Omurtag.